# Svenstavik
Svenstavik är en tätort och centralort i Bergs kommun i södra Jämtland.

## Historia
Svenstavik ligger i Bergs socken och kom till först efter att Inlandsbanan drogs genom trakten på 1910-talet. Bandelen Svenstavik–Brunflo var klar den 15 december 1917 och Svenstavik–Åsarna den 1 juli 1918. Namnet skapades dock redan i januari 1892, då poststationen i Svensta bytte namn till Svenstavik.
Genom samhället flyter Svenstaån (tidigare Bergsviksån), som avvattnar Rörösjön och ett flertal småsjöar i skogslandet söderut. Tidigare låg bebyggelsen i området huvudsakligen högre upp på sluttningarna i den flacka dalgången, i byarna Bergsviken öster om ån, samt Lillhallen och Galhammar väster om ån. Det område där samhället byggts utgjorde till största delen jordbruksmark för byarnas bondgårdar. Än i dag ligger alla hus i Svenstavik i någon av dessa tre byar, enligt fastighetsbeteckningarna. I södra delen av byn Lillhallen, ungefär två kilometer söder om dagens Svenstaviks centrum, längs nuvarande länsväg 321, ligger bondgården Svensta gård, som numera mest kallas Medalens. Det var denna gård som fick ge namn åt viken där byn Svenstavik byggdes upp.
Så långt bakåt i historien man kan se var det byn Hoverberg (Berg) sex kilometer norr om Svenstavik längs väg 321 som var centralort, men efter järnvägens tillkomst och senare även det förbättrade vägnätet samlades allt mer av samhällsservicen i Svenstavik.
Svegs tingsrätt hade förut ett tingsställe på orten, men det är nu nedlagt.

### Befolkningsutveckling
| Befolkningsutvecklingen i Svenstavik 1960–2020 | Befolkningsutvecklingen i Svenstavik 1960–2020 | Befolkningsutvecklingen i Svenstavik 1960–2020 | Befolkningsutvecklingen i Svenstavik 1960–2020 | Befolkningsutvecklingen i Svenstavik 1960–2020 |
| ---------------------------------------------- | ---------------------------------------------- | ---------------------------------------------- | ---------------------------------------------- | ---------------------------------------------- |
|                                                |                                                |                                                |                                                |                                                |
| År                                             |                                                |                                                | Folkmängd                                      | Areal (ha)                                     |
| 1960                                           | 1960                                           |                                                | 433                                            |                                                |
| 1965                                           | 1965                                           |                                                | 403                                            |                                                |
| 1970                                           | 1970                                           |                                                | 661                                            |                                                |
| 1975                                           | 1975                                           |                                                | 832                                            |                                                |
| 1980                                           | 1980                                           |                                                | 1 015                                          |                                                |
| 1990                                           | 1990                                           |                                                | 984                                            | 153                                            |
| 1995                                           | 1995                                           |                                                | 1 024                                          | 150                                            |
| 2000                                           | 2000                                           |                                                | 958                                            | 150                                            |
| 2005                                           | 2005                                           |                                                | 948                                            | 151                                            |
| 2010                                           | 2010                                           |                                                | 1 004                                          | 151                                            |
| 2015                                           | 2015                                           |                                                | 916                                            | 166                                            |
| 2020                                           | 2020                                           |                                                | 1 018                                          | 164                                            |
|                                                |                                                |                                                |                                                |                                                |

## Samhället
I Svenstavik finns bland annat kommunhuset, en av kommunens två hälsocentraler och dess enda gymnasieskola, Fjällgymnasiet, med bland annat inriktning mot längdskidåkning och alpint. Dessutom sjukhem, hälsocentral, tandläkare, polis, hotell, restauranger, affärer och Systembolag.
I Svenstavik finns Svenstakyrkan, som tillhör Svenska kyrkan.
Galhammar är en del av Svenstavik vid Storsjöns sydspets. I Galhammar ligger idrotts- och festplatsen Galhammarudden där Bergs IK spelar sina hemmamatcher i fotboll. På sommaren brukar Galhammarudden även dra till sig många båtar och här bedrivs då sporter som vattenskidåkning.

## Kommunikationer

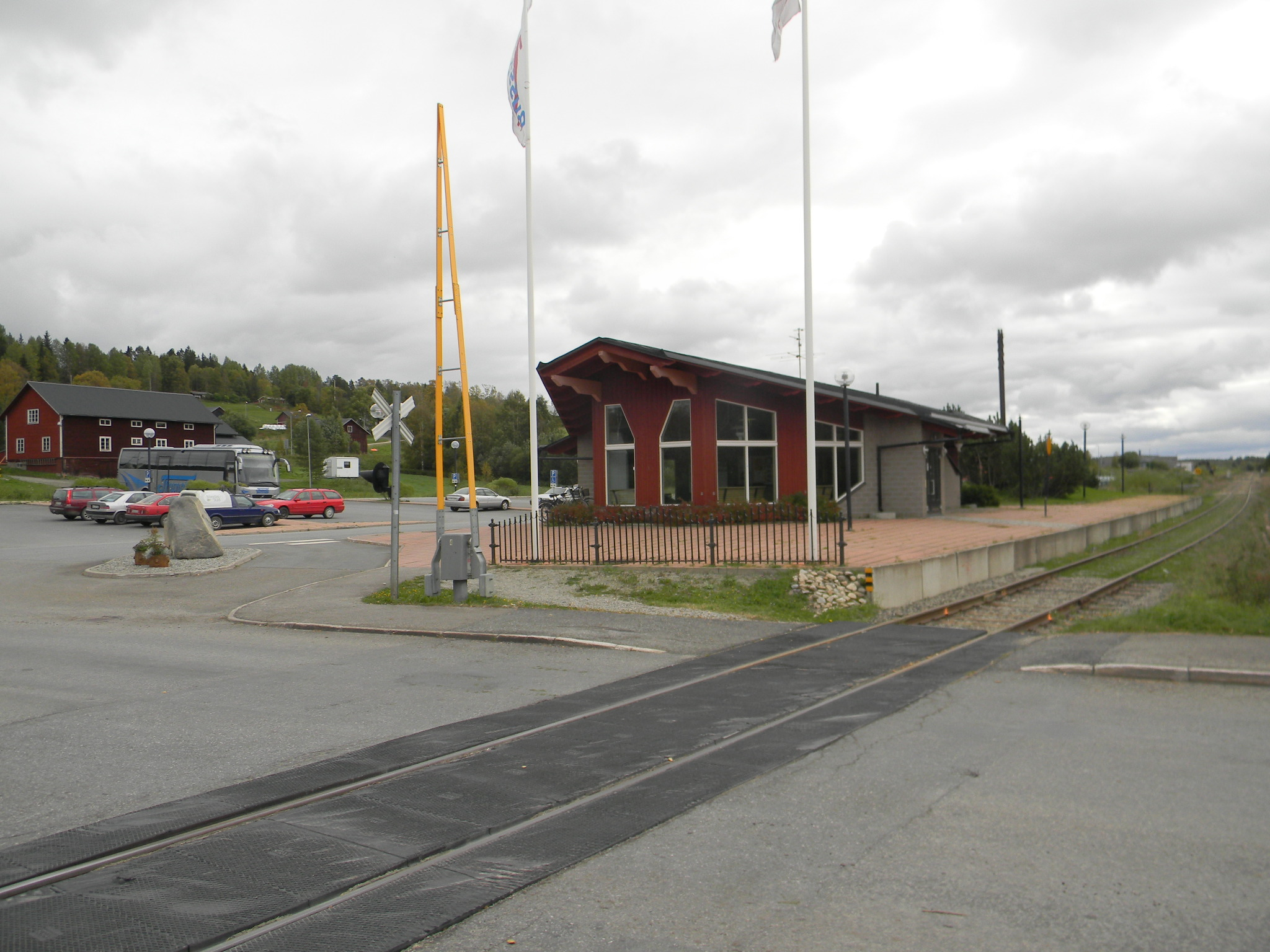
Svenstavik station på Inlandsbanan.

E45 går genom Svenstavik, och länsväg 321 börjar här och slutar i Mattmar. Här finns också en järnvägsstation som tillhör Inlandsbanan.

## Näringsliv
Största allmänna arbetsgivarna är kommunen, landstinget och Samhall.
Östersunds diskontobank hade öppnat ett kontor i Hoverberg på 1910-talet. Denna bank övertogs av Stockholms handelsbank som år 1919 fick lov att flytta kontoret till Svenstavik. Det fanns även en jordbrukskassa och ett sparbankskontor tillhörande Jämtlands läns sparbank. Swedbank stängde sitt kontor den 30 mars 2022. Två veckor senare, den 14 april 2022 stängde även Handelsbanken, varefter kommunen saknade bankkontor.

## Sport
Här ligger en av Sveriges modernaste gokartbana[källa behövs], Bergringen, som under Bergs motorklubbs ledning arrangerat bland annat SM i karting 2004 och 2007. Bredvid gokartbanan finns även ett litet flygfält och folkracebana. På Galhammarudden norr om samhället finns fotbollsplan (gräs). Vid skolan finns vintertid elbelysta skidspår samt två idrottshallar. Mitt i samhället finns Dollarhallen, en ishall för bland annat ishockey.